# Il Paradiso
Il Paradiso és una enorme pintura a l'oli sobre tela (22 x 7 metres) pintada per Jacopo Robusti, conegut més comunament com a Tintoretto, fill d'un tintorer venecià (“tintare” significa tenyir en italià), que domina la sala principal del Palau del Doge a Venècia. És una de les pintures en tela més grans del món.
La pintura presenta una escena celestial amb representació de diverses figures religioses, com ara el retrat de Justina, patrona de Pàdua (la celebració de la qual s'escau el 7 d'octubre, la data principal de la Batalla de Lepanto).
Del centre de la composició un feix de llum s'obre amunt cap al Empiri, permetent les ànimes dels Justos ascendir (amb l'assistència d'àngels), i la Gràcia de Déu descendir cap al Doge. Al centre d'aquest feix hi ha la figura radiant d'un Arcàngel. La bigarrada composició conté al voltant de 500 figures, pintades en molt de detall.
D'ella John Ruskin en va dir: "no tinc cap mena de dubte en afirmar que aquesta pintura és de bon tros l'obra d'art més preciosa de qualsevol mena que actualment existeixi al món."
Molts dels treballs de Tintoretto estan massa lligats a l’arquitectura on es troben, o són massa grans, per la qual cosa la majoria d'ells no han sortit mai de Venècia i és molt escassa la seva obra en museus internacionals.

## Pintura
La Verge Interceding amb Crist retrata l'escena dominada pel colom de l'Esperit Sant, aixecada sobre una base semi-circular molt plena de querubins i serafins. Es va mantenir la referència a l'Anunciació que hi havia representada al fresc anterior: l'Arcàngel Gabriel es representa tot oferint un lliri a Maria, amb un halo de 7 estrelles. La llum divina emana no pas del colom de l'Esperit Sant, sinó de la figura de Crist el Jutge, que es mostra aguantant un globus terraqüi amb una creu. A la seva dreta hi ha l'Arcàngel Miquel aguantant la balança de justícia, on es pesen les ànimes dels difunts. Es respecta l'ordre de la jerarquia celestial: els evangelistes apareixen en un semi-cercle immediatament sota l'escena principal, amb els sants alineats en el mateix ordre en què apareixen a les lletanies d'església.

## Influències
Carlo Ridolfi, gairebé un contemporani de Tintoretto, va escriure la seva. En ella revela que Tintoretto havia començat a practicar el dibuix de molt petit. Emprava els productes i materials de què disposava el seu pare tintorer.
Va estudiar de ben jove amb Ticià, qui era possiblement el més gran pintor del seu temps a Venècia i molt famós. Escrits d'aquest període confirmen que mestre i estudiant topaven regularment, mentre que semblen indicar que Ticià podria haver estat gelòs del talent natural de Tintoretto.
Se sap que Tintoretto mai va rebre cap elogi o reconeixement de Ticià fins que el mestre no va veure la seva feina sense signar i mostrada obertament. Titcià tenia més encàrrecs dels que ell mai podria fer sol, de manera que tenir un ajudant com Tintoretto era molt valuós, malgrat que per això mateix li podria ser una competència futura.

## Història
El 1577 un foc va destruir en part el Palau del Doge, inclòs un fresc del segle 14 pintat per Guariento representant la Coronació de la Verge. La pintura es trobava rere el tron en el que el Doge i els aristòcrates rics seien al Gran Consell.
Després de l'incendi diversos artistes van rebre instruccions detallades s re el contingut i la composició, amb la idea central d'imitar els aspectes visuals de l'obra destruïda el més fidelment possible. Es va convocar un concurs per reemplaçar la pintura cremada. El participants van lliurar esbossos molt diversos. Paolo Veronese i Francesco Bassano van ser escollits per completar l'enorme obra en tàndem, però Veronese va morir abans que la feina comencés i l'encàrrec va ser reassignat a Tintoretto.
Tintoretto va presentar dos esbossos, tots dos diferents de la versió final, que va set la seva última feina important i va ser completada majoritàriament pel seu taller sota la direcció del seu fill, Domenico. Aquesta tela gegantina —gairebé 25 metres de llarg— va ser pintada en seccions, a la sala principal de la Scuola della Misericordia.
El protagonista principal de Il paradiso de Tintoretto era Jesús, mentre que Maria era secundària i es van eliminar les escenes de l'Anunciació. Tanmateix, ambdues figures havien de ser incloses per tal de mantenir el tema del Paradís representat als frescos originals de Guariento. Multituds d'àngels i de sants intencionadament evoquen la idea de l'Últim Judici. Això servia com a recordatori als consellers que fossin reflexius en les seves accions i conseqüents en la seva moral, perquè hi haurà conseqüències al final.
Segurament molts pintors d'edat avançada, com la de Tintoretto quan li van encarregar Il Paradiso, haguessin renunciat a un encàrrec similar, que exigia molta força física. La mida enorme de l'obra reclamava molta intensitat per tal de fer qualsevol mena de progrés a la seva realització. Tintoretto va ser capaç d'acabar un esquema d'exemple de la feina final, però no va ser capaç de dur a terme la tasca de completar la feina final del tot. Echols i Ilchman expliquen al seu llibre Tintoretto: Artist of Renaissance Venice: "[Tintoretto] no tenia la força per anar amunt i avall de la bastida i donar els retocs finals a la seva tela. Així que va confiar aquesta tasca a [el seu fill] Domenico."
Tintoretto mateix va pintar diverses porcions generoses del plafó de sostre només per a l'intricat projecte. Les seves addicions van emfasitzar en l'estructura política única de Venècia, la seva força, va mostrar els seus drets civils, i les seves gestes militars. Això mentre celebrava la forma de el govern singular de la ciutat de govern, lloava la llibertat cívica, i exemplificava la equivalència de Venècia amb el Sacre Imperi Romà i amb el papat.

## Galeria

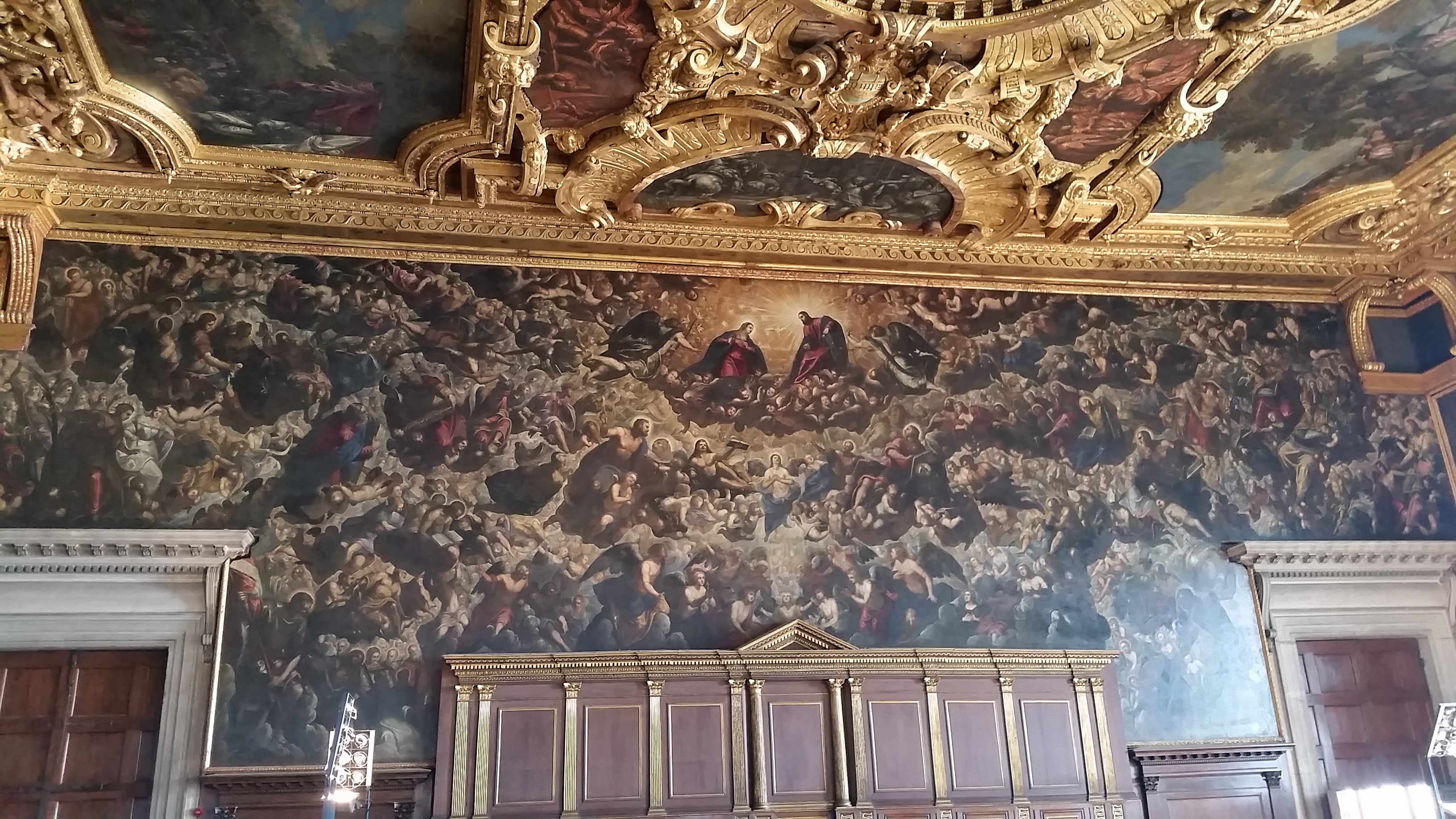
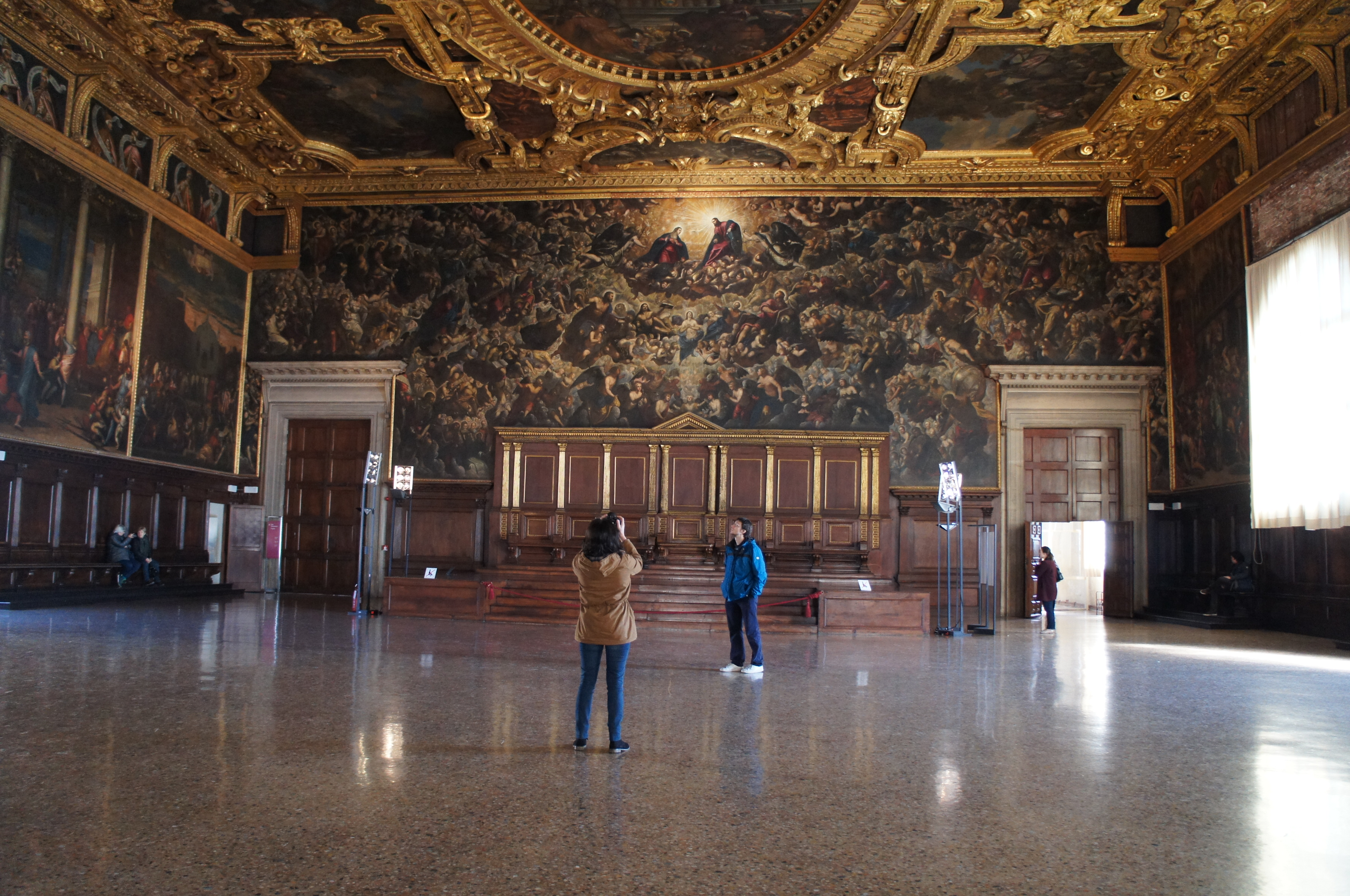
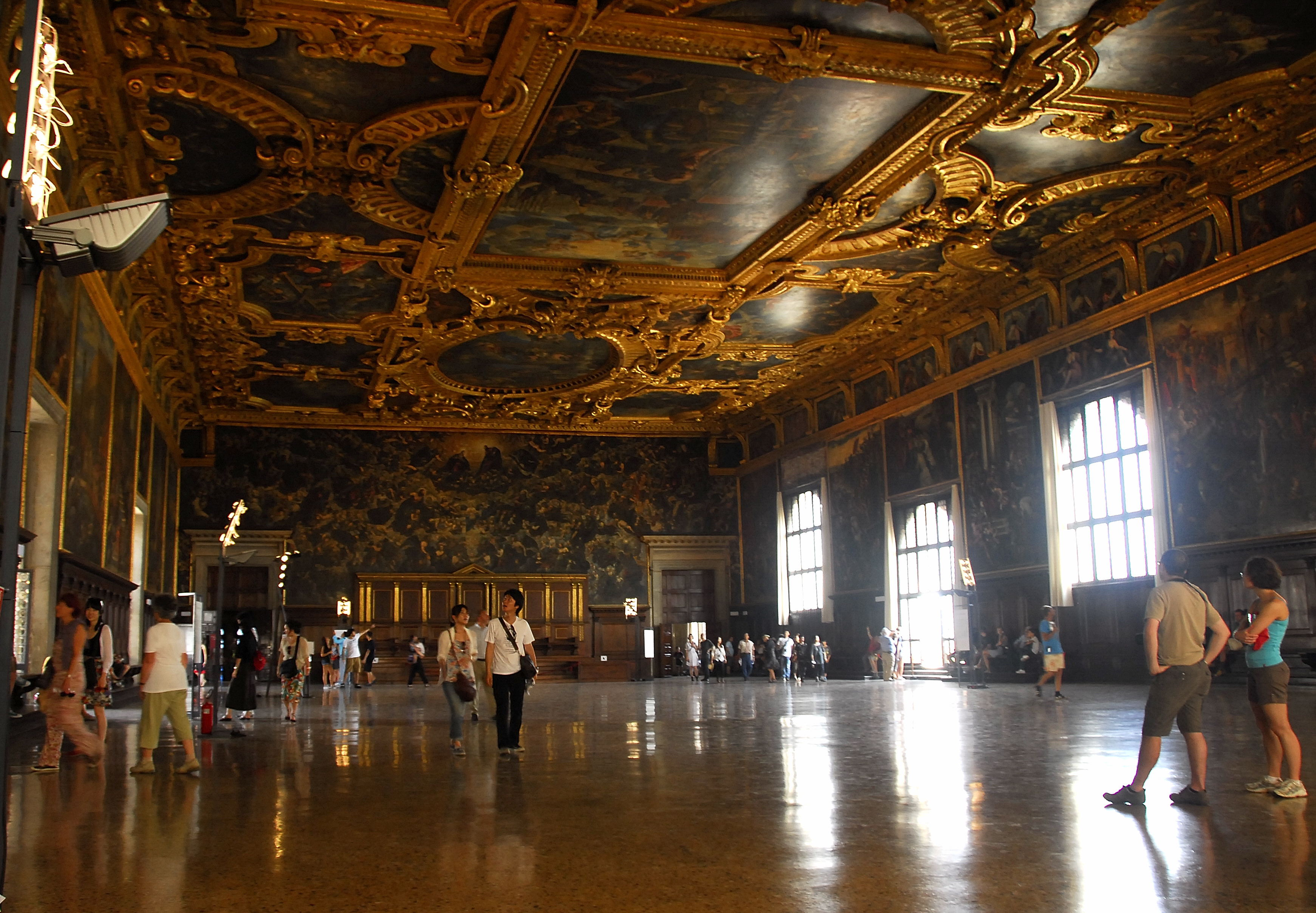
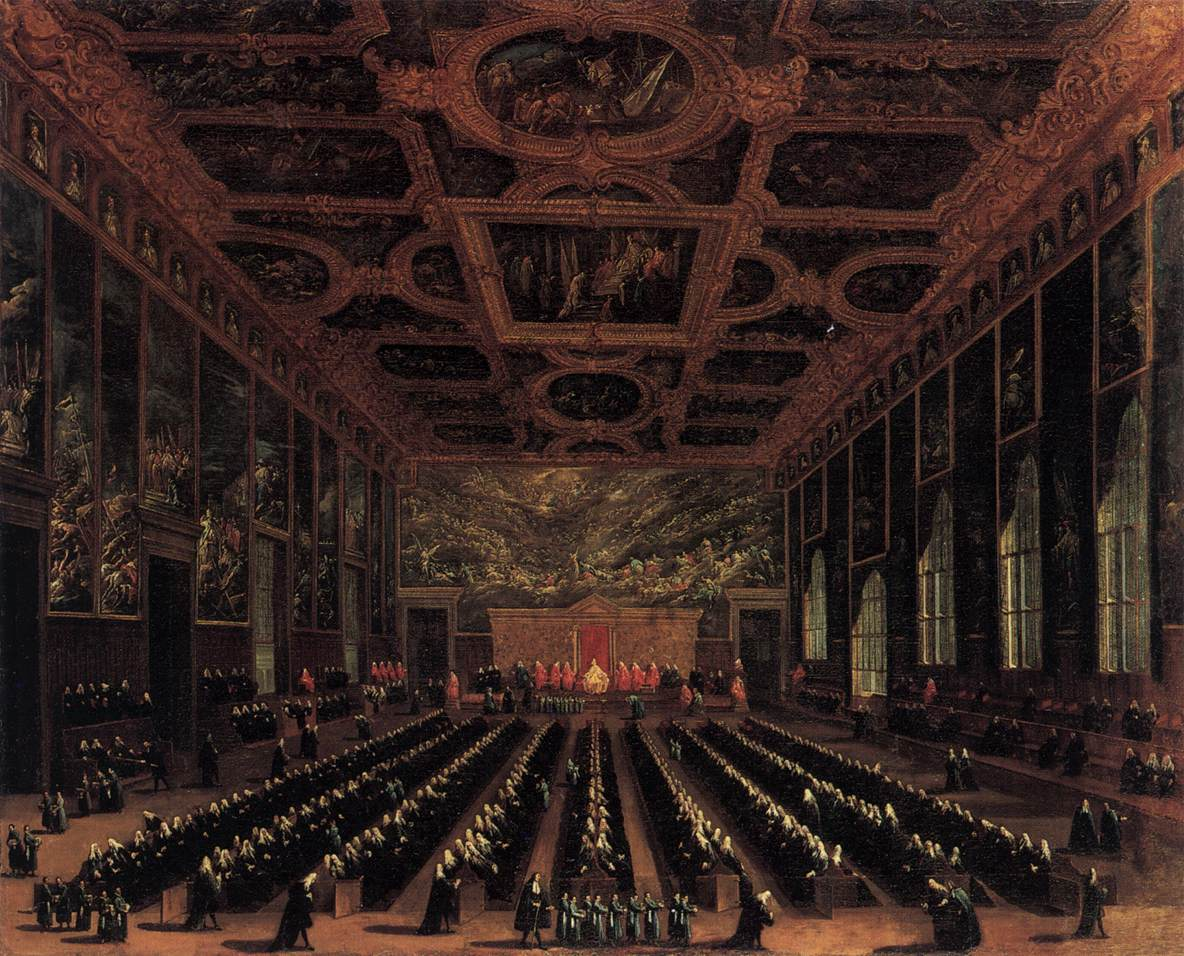